# 70º Campeonato Brasileiro Absoluto de Xadrez
O 70º Campeonato Brasileiro Absoluto de Xadrez foi uma competição de xadrez organizada pela CBX referente ao ano de 2003. Sua fase final foi disputada na cidade de Miguel Pereira (RJ) de 26 de fevereiro a 3 de março de 2004. O GM Darcy Lima sagrou-se campeão.

## Resultado final
Os 36 finalistas disputaram o campeonato no Sistema Suíço.
Sistema de pontuação
- 1,0 ponto por vitória e Bye
- 0,5 ponto por empate
- 0,0 ponto por derrota

| Pos | Jogador                   | UF | Pts | Prog | Vit | R1      | R2      | R3      | R4      | R5      | R6      | R7      | R8      | R9      |
| --- | ------------------------- | -- | --- | ---- | --- | ------- | ------- | ------- | ------- | ------- | ------- | ------- | ------- | ------- |
| 1º  | Darcy Lima                | SC | 7,0 | 37,0 | 5   | 28º vit | 21º vit | 13º vit | 05º emp | 03º emp | 08º emp | 04º vit | 07º vit | 02º emp |
| 2º  | Everaldo Matsuura         | SC | 6,5 | 32,0 | 5   | 14º emp | 16º vit | 27º vit | 07º emp | 04º der | 12º vit | 09º vit | 03º vit | 01º emp |
| 3º  | Wellington Carlos Rocha   | SP | 6,0 | 34,0 | 4   | 35º vit | 22º emp | 04º vit | 09º vit | 01º emp | 07º emp | 10º vit | 02º der | 06º emp |
| 4º  | Christian Endre Toth      | SP | 6,0 | 33,5 | 5   | 33º vit | 20º vit | 03º der | 13º vit | 02º vit | 06º vit | 01º der | 05º emp | 07º emp |
| 5º  | Antônio Carlos Resende    | SP | 6,0 | 32,5 | 3   | 26º vit | 12º vit | 07º emp | 01º emp | 06º emp | 09º emp | 17º vit | 04º emp | 10º emp |
| 6º  | Paulo Jatobá Reis         | BA | 6,0 | 29,0 | 5   | 20º der | 33º vit | 32º vit | 22º vit | 05º emp | 04º der | 18º vit | 08º vit | 03º emp |
| 7º  | Ricardo Teixeira          | RJ | 5,5 | 32,5 | 3   | 36º vit | 18º vit | 05º emp | 02º emp | 16º vit | 03º emp | 08º emp | 01º der | 04º emp |
| 8º  | Rodrigo Disconzi da Silva | PR | 5,5 | 30,0 | 4   | 16º der | 15º vit | 17º vit | 12º vit | 10º vit | 01º emp | 07º emp | 06º der | 09º emp |
| 9º  | Jorge Bittencourt         | ES | 5,5 | 29,0 | 4   | 25º emp | 24º vit | 22º vit | 03º der | 19º vit | 05º emp | 02º der | 16º vit | 08º emp |
| 10º | Eduardo Thélio Limp       | SP | 5,5 | 28,5 | 5   | 32º vit | 13º der | 36º vit | 19º vit | 08º der | 16º vit | 03º der | 17º vit | 05º emp |
| 11º | Herman C. van Riemsdijk   | SP | 5,5 | 26,0 | 3   | 15º emp | 17º emp | 28º vit | 16º der | 18º vit | 26º emp | 23º emp | 13º emp | 12º vit |
| 12º | Diego di Berardino        | RJ | 5,0 | 26,0 | 5   | 29º vit | 05º der | 20º vit | 08º der | 32º vit | 02º der | 26º vit | 23º vit | 11º der |
| 13º | Marco Antônio Asfora      | PE | 5,0 | 25,5 | 4   | bye     | 10º vit | 01º der | 04º der | 26º der | 25º vit | 24º vit | 11º emp | 15º emp |
| 14º | Wagner Peixoto Guimarăes  | RJ | 5,0 | 21,5 | 3   | 02º emp | 25º vit | 19º der | 18º der | 29º emp | 20º emp | 21º emp | 24º vit | 23º vit |
| 15º | Roberto Júnio Molina      | MG | 5,0 | 20,0 | 3   | 11º emp | 08º der | 25º emp | 20º der | 33º emp | 22º vit | 29º vit | 26º vit | 13º emp |
| 16º | Andrey de Souza Neves     | AC | 4,5 | 25,5 | 4   | 08º vit | 02º der | 21º vit | 11º vit | 07º der | 10º der | 27º vit | 09º der | 19º emp |
| 17º | Eduardo Marra             | SP | 4,5 | 24,0 | 3   | 24º emp | 11º emp | 08º der | 36º vit | 27º vit | 19º vit | 05º der | 10º der | 18º emp |
| 18º | Leandro Campelo           | MG | 4,5 | 24,0 | 3   | 23º vit | 07º der | 31º emp | 14º vit | 11º der | 28º vit | 06º der | 20º emp | 17º emp |
| 19º | Sadi Glasser Dumont       | RJ | 4,5 | 24,0 | 3   | 34º vit | 27º emp | 14º vit | 10º der | 09º der | 17º der | 28º emp | 33º vit | 16º emp |
| 20º | Pedro Henrique Paiva      | RJ | 4,5 | 21,5 | 3   | 06º vit | 04º der | 12º der | 15º vit | 28º der | 14º emp | 36º vit | 18º emp | 21º emp |
| 21º | Francisco Cavalcanti      | PB | 4,5 | 20,0 | 3   | 31º vit | 01º der | 16º der | 25º emp | 23º der | 30º vit | 14º emp | 28º vit | 20º emp |
| 22º | Ricardo Benares Cruz      | RR | 4,5 | 19,0 | 4   | 30º vit | 03º emp | 09º der | 06º der | 31º der | 15º der | 35º vit | 27º vit | 26º vit |
| 23º | Allan Gattass             | RS | 4,0 | 20,0 | 3   | 18º der | 36º der | 33º emp | 35º vit | 21º vit | 31º vit | 11º emp | 12º der | 14º der |
| 24º | Sílvio Ueti               | SP | 4,0 | 18,0 | 3   | 17º emp | 09º der | 26º der | 34º vit | 25º emp | 32º vit | 13º der | 14º der | 31º vit |
| 25º | Guilherme Deola Borges    | SC | 4,0 | 17,0 | 1   | 09º emp | 14º der | 15º emp | 21º emp | 24º emp | 13º der | 32º emp | 31º emp | 33º vit |
| 26º | Roberto C. Miranda Jr     | PE | 3,5 | 21,0 | 2   | 05º der | 29º emp | 24º vit | 27º emp | 13º vit | 11º emp | 12º der | 15º der | 22º der |
| 27º | Jorge Wilson Rocha        | ES | 3,5 | 19,0 | 2   | bye     | 19º emp | 02º der | 26º emp | 17º der | 29º emp | 16º der | 22º der | 35º vit |
| 28º | Hilton Carlos Ríos Filho  | RJ | 3,5 | 18,0 | 2   | 01º der | 34º vit | 11º der | 29º emp | 20º vit | 18º der | 19º emp | 21º der | 30º emp |
| 29º | Angelo Bil Ramos          | RJ | 3,5 | 16,0 | 1   | 12º der | 26º emp | 34º emp | 28º emp | 14º emp | 27º emp | 15º der | 30º der | bye     |
| 30º | Júlio Lapertosa Viana     | MG | 3,5 | 13,0 | 1   | 22º der | 32º der | 35º emp | 33º emp | 36º emp | 21º der | 34º emp | 29º vit | 28º emp |
| 31º | Suzana Chang              | SC | 3,0 | 17,5 | 2   | 21º der | 35º vit | 18º emp | 32º der | 22º vit | 23º der | 33º der | 25º emp | 24º der |
| 32º | Carlos Henrique Pinto     | RN | 3,0 | 16,0 | 2   | 10º der | 30º vit | 06º der | 31º vit | 12º der | 24º der | 25º emp | 35º der | 34º emp |
| 33º | Paulo Moses Fucs          | RJ | 3,0 | 14,0 | 1   | 04º der | 06º der | 23º emp | 30º emp | 15º emp | 34º emp | 31º vit | 19º der | 25º der |
| 34º | Peter Toth                | RJ | 3,0 | 9,5  | 1   | 19º der | 28º der | 29º emp | 24º der | 35º der | 33º emp | 30º emp | bye     | 32º emp |
| 35º | Neri Silveira Filho       | RN | 2,5 | 10,5 | 2   | 03º der | 31º der | 30º emp | 23º der | 34º vit | 36º der | 22º der | 32º vit | 27º der |
| 36º | Tiago Navarro             | GO | 2,5 | 9,5  | 2   | 07º der | 23º vit | 10º der | 17º der | 30º emp | 35º vit | 20º der | W.O     | W.O     |